# C.D.C.D.2 〜シーディーシーディー2〜
『C.D.C.D.2 〜シーディーシーディー2〜』は、CIRCUSより発売されたアダルトゲームソフトである。

## 概要
内容はCIRCUSの歴代ソフト『D.C. 〜ダ・カーポ〜』、『D.C.II 〜ダ・カーポII〜』、『エターナルファンタジー』、『ホームメイド -Homemaid-』のコラボレーションファンディスクとなっている。
前作（C.D.C.D.）はクリスマスを舞台としていたが、今作は夏を舞台としている。

## ストーリー

### D.C.II 〜ダ・カーポII〜
ひとなつのアバンチュール?真夏の恋の大合戦!!
小恋とななかのアナザーストーリー

### エターナルファンタジー
ちいさな愛の魔法
エウレッタのアナザーストーリー

### D.C. 〜ダ・カーポ〜
音夢のらぶらぶ新婚生活
音夢のアフターストーリー

### ホームメイド -Homemaid-
海に願いを
菖蒲のアフターストーリー

## 登場人物
メインヒロイン
- 朝倉音夢（声：安玖深音）
- 白河ななか（声：野中みゅう）
- 月島小恋（声：立花あや）
- エウレッタ（声：中川彩子）
- 菖蒲（声：川村みどり）

その他
- 天枷美春（声：佐々留美子）
- 朝倉音姫（声：ひなき藍）
- 朝倉由夢（声：きのみ聖）
- 雪村 杏（声：遠野そよぎ）
- 花咲 茜（声：まきいづみ）
- 杉並（声：空乃太陽）
- 板橋 渉（声：万栗太郎）
- クルツ（声：西野真人）
- ななし（声：安玖深音）

## スタッフ
- エグゼクティブプロデューサー：tororo
- プロデューサー：くま坂らま男
- ディレクター：大洲五郎
  - パートディレクション：まり、雨野智晴、ごとうしん、大洲五郎
- 原画：たにはらなつき、ちのちもち、秋蕎麦、立羽、雪村まなみ、ろり絵師、たかのゆき
- シナリオ：まり、雨野智晴、ごとうしん、桑原文彦

## 主題歌
- 『Hey! Hey! Summer!』
  - 作詞：yozuca*、作曲・編曲：虹音、歌：yozuca*、rino、橋本みゆき、美郷あき

## 小説
- D.C. 〜ダ・カーポ〜&エターナルファンタジー（2009年7月31日） ISBN 9784894909359
- D.C.II 〜ダ・カーポII〜&ホームメイド（2009年9月30日） ISBN 9784894909359